# Велеснев
Велеснев (укр. Велеснів) — село в Монастырисской городской общине Чортковского района Тернопольской области Украины.
Население по переписи 2001 года составляло 687 человек. Почтовый индекс — 48351. Телефонный код — 3555.

## Название
По преданию, название села происходит от древнеславянского бога Велеса — покровителя скотоводства, торговли, народной поэзии.

## История

### Археологические исследования
В Велеснове обнаружены археологические памятники позднего палеолита, трипольской культуры и древнерусское городище (10-13 вв.). Поселений трипольской культуры обнаружено два. Первое размещено на большом мысе, омытом рекой Коропец (правый берег реки) в урочище Нагорынка. На территории поселения обнаружены остатки прямоугольного жилья и кремневого мастерские, собраны кремневые изделия, осколки керамики, глиняные статуэтки. Разведки Игоря Ґереты в 1968 г. и в 1975 г. Материал хранится в Тернопольском областном краеведческом музее. Второе поселение размещено в урочище Левада, на правом берегу р. Коропец. На поверхности поселения собраны керамика и кремневый инвентарь. Разведка И. П. Герети в 1971 г. Материал хранится также в ТОКМ.

### Средневековье
Во время правления в Королевстве Руси (Русском домене короля) князя Владислава Опольчик (1372—1379) — наместника короля Венгрии Людовика I Анжуйского — шляхтич Михаил Авданец получил село.
Ещё одна известная письменное упоминание о Велеснев — 13 января 1444 года как Wyelicznyew (согласно записи № 1265 в книге актов земских и гродских Галицких). В 1454 году владельцем села был шляхтич Теодорик Бучацкий Язловецкий, в 1468 — его сыновья Михал и Ян (Монастырский), позже — шляхтич Гурский. В 1552 году владельцами Велеснева стали Сененские, в 1630 — представитель рода Потоцких. В 1632—1634 годах как владелица села упомянута Мария Амалия Могилянка.
Неоднократно подвергалось нападениям татар. В частности, в 1578 году село было полностью разрушено и сожжено.

### 20 век
В 1902 году крупным земельным собственником в селе был Людвик Шавловский.
Во время Первой Мировой войны деревня была почти полностью сожжена.
В 1920—1930-е годы действовали читальня «Просвіта», украинские общества «Луг», «Рідна школа», «Сільський господар», любительский кружок оркестра.
В 1952 году построили ГЭС в селе, которая, правда, называлась Коропецкой.
В течение 1962—1966 село принадлежало к Бучачского района.

### Независимость
После ликвидации Монастыриского района 19 июля 2020 года село вошло в Чортковский район.

## Население
Согласно переписи УССР 1989 года численность населения села составляла 672 человека, из которых 311 мужчин и 361 женщина.
По переписи населения Украины 2001 года в селе жили 684 человека. 100 % населения указало на своём родном языке украинский язык.

## Экономика
В селе работает ГЭС (с 1952)

## Культура
Действуют библиотека, областной этнографическо-мемориальный музей Владимира Гнатюка (1968).

## Достопримечательности
- Церковь перенесения мощей святого Николая (1864; каменная, реставрированная 1992; обновленная 1999, художник М. Довгань, пристройка 2003)
- Насыпана символическая могила Борцам за свободу Украины (1938; восстановлено 1993),
- Памятник академику В. Гнатюку (1971; скульптор Л. Биганич, архитектор В. Блюсюк),
- Памятник павшим в Великой Отечественной войне воинам-односельчанам (1975; скульптор Д. Крвавич, архитектор А. Смуриков),
- Две памятные таблички. Гнатюку — в фойе музея (1968; скульптор. Б. Романец) и на здании школы (1991; скульптор. Б. Рыжий).
- Руины старого римско-католического костёла

## Известные уроженцы
- Гнатюк, Владимир Михайлович (1871—1926) — украинский этнограф, фольклорист, лингвист, литературовед, искусствовед, переводчик, общественный деятель.
- Мария Малиняк-Гримак — поэтесса и певица
- Николай Гук — фольклорист
- Василий Илькив — самодеятельный композитор и певец
- Пётр Остапюк (род. 1954) — поэт, общественный деятель, член НСПУ
- Романа Черемшинская (род. 1944) — краевед, вышивальщица, член ВУСК.